# Heino Eller
Heino Eller (7 de março de 1887 - 16 de junho de 1970) é um compositor e professor estoniano.

## Trabalhos notáveis
- Koit (Dawn), Tone Poem (1915–1918, 1920)
- Videvik (Twilight), Tone Poem (1917)
- Moderato sostenuto (1921)
- Elegia (1931)
- Concerto em B minor (1937)
- Five Pieces (1953)